# Mosor, Kozjak i Trogirska zagora
Mosor, Kozjak i Trogirska zagora este o arie protejată (arie de protecție specială avifaunistică — SPA) din Croația întinsă pe o suprafață de 46.005,35 ha, integral pe uscat.

## Localizare
Centrul sitului Mosor, Kozjak i Trogirska zagora este situat la coordonatele 43°34′41″N 16°23′02″E / 43.578°N 16.384°E.

## Înființare
Situl Mosor, Kozjak i Trogirska zagora a fost declarat arie de protecție specială avifaunistică în iulie 2013 pentru a proteja 15 specii de animale.

## Biodiversitate
Situată în ecoregiunea mediteraneană, aria protejată nu include niciun habitat protejat.
La baza desemnării sitului se află mai multe specii protejate de  păsări (15): potârnichea de stâncă (Alectoris graeca), fâsă-de-câmp (Anthus campestris), acvilă de munte (Aquila chrysaetos), buha (Bubo bubo), caprimulg (Caprimulgus europaeus), șerpar (Circaetus gallicus), erete vânăt (Circus cyaneus), presură de grădină (Emberiza hortulana), șoim călător (Falco peregrinus), cocor (Grus grus), Hippolais olivetorum, sfrâncioc roșiatic (Lanius collurio), sfrânciocul cu frunte neagră (Lanius minor), ciocârlie de pădure (Lullula arborea), viespar (Pernis apivorus).